# Arthur Lloyd Thomas

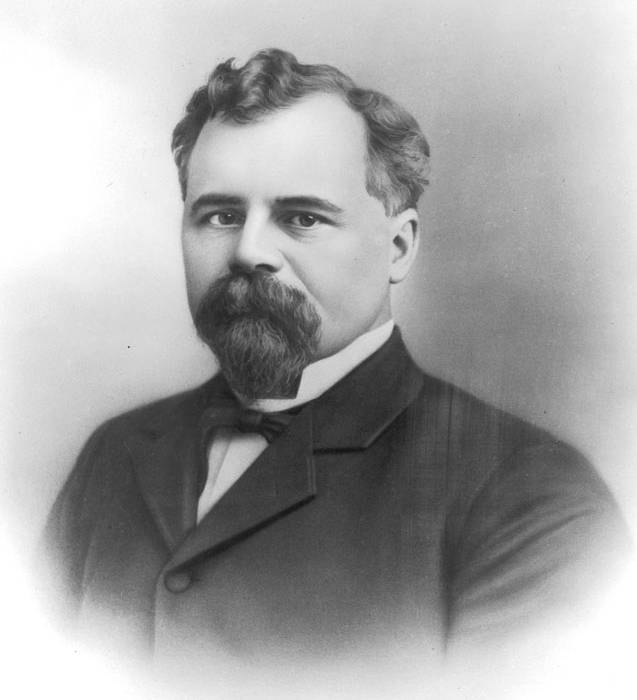
Arthur Lloyd Thomas

Arthur Lloyd Thomas (* 22. August 1851 in Chicago, Illinois; † 15. September 1924 in Salt Lake City, Utah) war ein amerikanischer Geschäftsmann und Politiker (Republikanische Partei).

## Werdegang
Thomas wuchs in Pittsburgh auf und heiratete später Helena Reinberg. Er füllte Stabsstellen im US-Repräsentantenhaus aus, bevor er als Secretary of the Territory unter den Gouverneuren George W. Emery, Eli Houston Murray und Caleb Walton West acht Jahre tätig war. Ferner war er ein Mitglied der Utah Commission. Im April 1889 ernannte ihn Präsident Benjamin Harrison zum Gouverneur des Utah-Territoriums. Bezüglich der Mormonen schien Thomas ambivalent zu sein, begünstigte zuerst die große Maße durch den Cullom Bill und begnadigte später verurteilte Polygamisten. Zwei seiner Hauptanliegen waren die Verbesserung der Kinderausbildung und der Bewässerungsprojekte um mehr Land für Besiedlung zu öffneten. Er war 1895 ein erfolgloser Kandidat um die republikanische Nominierung für das Amt des ersten Gouverneurs von Utah. Nach Ende seiner Amtszeit war Thomas von 1898 bis 1914 als Postmeister von Salt Lake City tätig. Ferner ging er verschiedenen Unternehmungen nach, wie Grundstückserschließung, Bergbau und Verlagswesen.